# Adolf-Grimme-Preis 1986
Der 22. Adolf-Grimme-Preis wurde 1986 verliehen. Die Preisverleihung fand am 21. März 1986 im Theater Marl statt. Die Moderation übernahm dabei Günter Rohrbach.
Im Rahmen der Veranstaltung wurden neben dem Adolf-Grimme-Preis noch weitere Preise, unter anderem auch der „Publikumspreis der Marler Gruppe“, vergeben.

## Preisträger

### Adolf-Grimme-Preis mit Gold
- Rolf Schübel (für Buch und Regie zu Nachruf auf eine Bestie: Analyse des Falles Jürgen Bartsch, ZDF)
- Hans-Dieter Grabe (für Buch und Regie zu Lebenserfahrungen: Hiroshima – Nagasaki, ZDF)
- Dieter Hildebrandt (für die Sendung Scheibenwischer vom 15. April 1985, SFB)
- Edgar Reitz (Buch und Regie), Peter Steinbach (Buch) und Gernot Roll (Kamera) (für die Sendereihe Heimat, SWF)

### Adolf-Grimme-Preis mit Silber
- Felix Kuballa (für Buch und Regie zu Gesucht wird ... Josef Mengele, WDR)
- Peter Gehrig (Buch und Regie) und Axel von Hahn (stellvertretend für die Redaktion) (für die Sendung Teleclub: Die Märzakte, BR)
- Gisela Tuchtenhagen (für Buch, Regie und Kamera zu Heimkinder (1): Abgehauen, zurückgebracht, wieder.., NDR)
- Ivo B. Micheli (für Buch und Regie zu Pier Paolo Pasolini – Annäherung an einen Freibeuter, WDR)
- Bernd Schroeder (Buch) und Hans-Werner Schmidt (Regie) (für die Sendereihe Der eiserne Weg, ZDF)

### Adolf-Grimme-Preis mit Bronze
- Gert Heidenreich, Roland Gall und Robert Düssler (für die Sendung Strafmündig, RB)
- Michael Lentz (für die Sendung Wegen Reichtum geschlossen, WDR)
- Norbert Ehry (Buch) und Peter Schulze-Rohr (Regie) (für die Sendung Hautnah, SWF)

### Besondere Ehrung
- Dagobert Lindlau (für seine Verdienste um das Genre Reportage im deutschen Fernsehen)

### Sonderpreis des Kultusministers von Nordrhein-Westfalen
- Nicolaus Richter (Buch) und Carlheinz Caspari (Regie) (für die Sendung Der Vater eines Mörders, ZDF)

### SonderpreisLive
- Hansjürgen Rosenbauer (für die Sendung Mai-Revue, WDR)
- Gerd Aschmann (für die Redaktion bei Live aus dem Alabama: Aids, BR)

### Publikumspreis der Marler Gruppe
- Hans-Dieter Grabe (für Buch und Regie zu Lebenserfahrungen: Hiroshima – Nagasaki, ZDF)
- Wolf Gaudlitz (für die Sendung Ballata ballaro, BR)
- Marianne Hoppe und Günter Lamprecht (für die Darstellung in Liebfrauen, ZDF)
- Dieter Hildebrandt und Gerhard Polt (für die Sendung Scheibenwischer, SFB)